# Бишкоти
Бишкоти (на италиански: savoiardi „савойски“; на английски: ladyfingers, „дамски пръсти“) е бисквитен сладкиш с продълговата плоска форма, отгоре покрит с кристалчета захар. Бишкотите лесно попиват течност и вследствие на това стават много меки. Бишкотите са неотменна съставка в приготвянето на много френски и италиански десерти, в частност, този сладкиш се използва при приготвянето на сладоледени торти и тирамису. Обикновено се накисват в захарен сироп или ликьор, или в кафе или еспресо за десерта тирамису
Бишкотите са измислени при двора на савойските херцози в края на XV век по случай визита на краля на Франция и скоро получават статус на „официален“ сладкиш на Савоя. В българския език думата е дошла от италианската biscotto през румънската bişcot, bişcotă. В Австрия сладкишът се нарича по подобен начин – biskotte.